# داميان ارسي
داميان ارسي (بالإسبانية: Damián Arce)‏ هو لاعب كرة قدم أرجنتيني في مركز الوسط، ولد في 6 يوليو 1991 في Ezeiza Partido ‏ في الأرجنتين. لعب مع بوكا جونيورز.

## وصلات خارجية
- داميان ارسي على موقع قاعدة بيانات كرة القدم.إي يو (الإنجليزية)
- داميان ارسي على موقع Soccerway.com (الإنجليزية)